# Polierstein

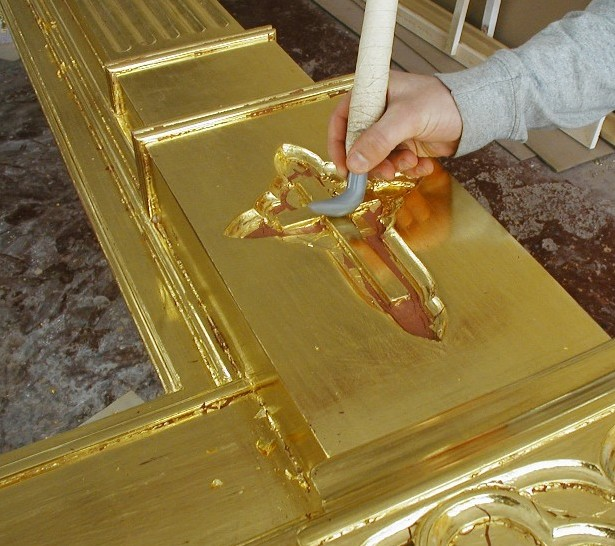
Polieren von Blattgold mit einem Polierstein

Ein Polierstein ist ein Werkzeug zum Glätten anderer, weniger harter Materialien. Poliersteine sind meist aus Achat oder Hämatit gefertigt und haben eine sehr glatte, jedoch matt geschliffene Oberfläche, mit der über das zu polierende Material gerieben wird. Dieses wird hierdurch so weit verdichtet und geglättet, dass es selbst Glanz annimmt.
Poliersteine sind in rundlich gebogener Form und oft an einem Stiel oder Heft befestigt, um sich besser handhaben zu lassen. Es gibt sie in zahlreichen, oft individuellen Ausführungen. Sie werden überwiegend von Vergoldern benötigt, um Blattgold bei einer Polimentvergoldung auf Hochglanz zu polieren. Der sehr empfindliche Stein wird bei längerer Benutzung dabei ebenfalls hochglänzend und muss erneut matt geschliffen werden.
Anders als beim Polieren mit Polierpasten und -pulvern, die durch Abrieb polieren, geht durch das Reiben mit dem Polierstein fast kein Material verloren. Poliersteine kommen deshalb unter anderem zum Einsatz bei der Bearbeitung von Gegenständen aus Edelmetall, aber auch zum Anreiben von Blattgold auf verschiedenen Untergründen und beim Polieren von Stuckmarmor oder Goldtinte.
Ein verwandtes Werkzeug ist der Polierstahl.